# Gursarai
Gursarai fou un estat tributari protegit del tipus ubari (similar a zamindari) al districte de Jhansi, a les Províncies Unides d'Agra i Oudh amb una superfície de 401 km². El governant és un maratha braman la nissaga del qual es va establir a Gursarai el 1727. La capital era Gursarai amb una població el 1901 de 4.304 habitants.
Un membre de la dinastia fou governador de Jalaun i altres territoris del peshwa maratha a Bundelkhand; el 1840 Kesho Rao, que era rajà de Gursarai feudatari del raja de Jalaun, va reclamar la successió a l'estat de Jalaun, la dinastia del qual s'havia extingit per maca d'hereus directes i havia de passar als britànics; els britànics van annexionar Jalaun, però van permetre a Kesho Rao conservar Gursarai i el 1852 finalment se li va concedir un sanad de possessió amb pagament d'un tribut de 22.500 rúpies.
En esclatar el motí de 1857 a Jalaun, l'oficial britànic del districte es va retirar a Agra, i Kesho Rao es va fer càrrec del govern i va conservar l'ordre fins a l'octubre de 1857 quan Jalaun va caure en mans dels rebels de Gwalior, que van maltractar al raja, que es va poder retirar a Gursarai. Quan Sir Hugh Rose va arribar a Jhansi, Kesho Rao hi va entrar en contacte i junt amb els seus fills va donar un valuós ajut als britànics; en recompensa va rebre el títol de Raja Bahadur entre altres honors o distincions. Raja Kesho Rao tenia jurisdicció limitada als seus propis dominis i fou magistrat honorari amb poders civils i fiscals; va morir el 1880 i el 1886 els poders donat al raja foren cancel·lats i la tenència en ubari (que implicava una renda baixa) condicionada a que l'estat restés sense dividir. Finalment el 1895 serioses disputes van portar a la cancel·lació de la concessió i l'establiment d'un règim ordinària de tinença amb una renda més alta, i el cap de la família va perdre el títol de raja; per impagament del tribut o renda, l'estat fou confiscat i una renda es va establir per la família regnant amb diversos pretendents. Finalment la disputa successòria fou resolta per decret del consell privat de 1898 i el 1902 la concessió en ubari fou restaurada amb una renda de 25.000 rúpies reduïda els primers cinc anys a 20.000; els pagaments del ubaridar als caps de poble serien revisats posteriorment.